# Pentaphragma honbaense
Pentaphragma honbaense är en tvåhjärtbladig växtart som först beskrevs av François Gagnepain, och fick sitt nu gällande namn av François Gagnepain. Pentaphragma honbaense ingår i släktet Pentaphragma och familjen Pentaphragmataceae. Inga underarter finns listade i Catalogue of Life.